# Kingkey 100

La Kingkey 100 (chinois simplifié : 京基100) appelée aussi KK100 est un gratte-ciel situé dans le district de Luohu à Shenzhen en Chine.
Terminée en 2011, elle mesure 441,8 mètres de haut et comporte un observatoire à 427,1 mètres. Elle était à son inauguration le plus haut gratte-ciel de Shenzhen.

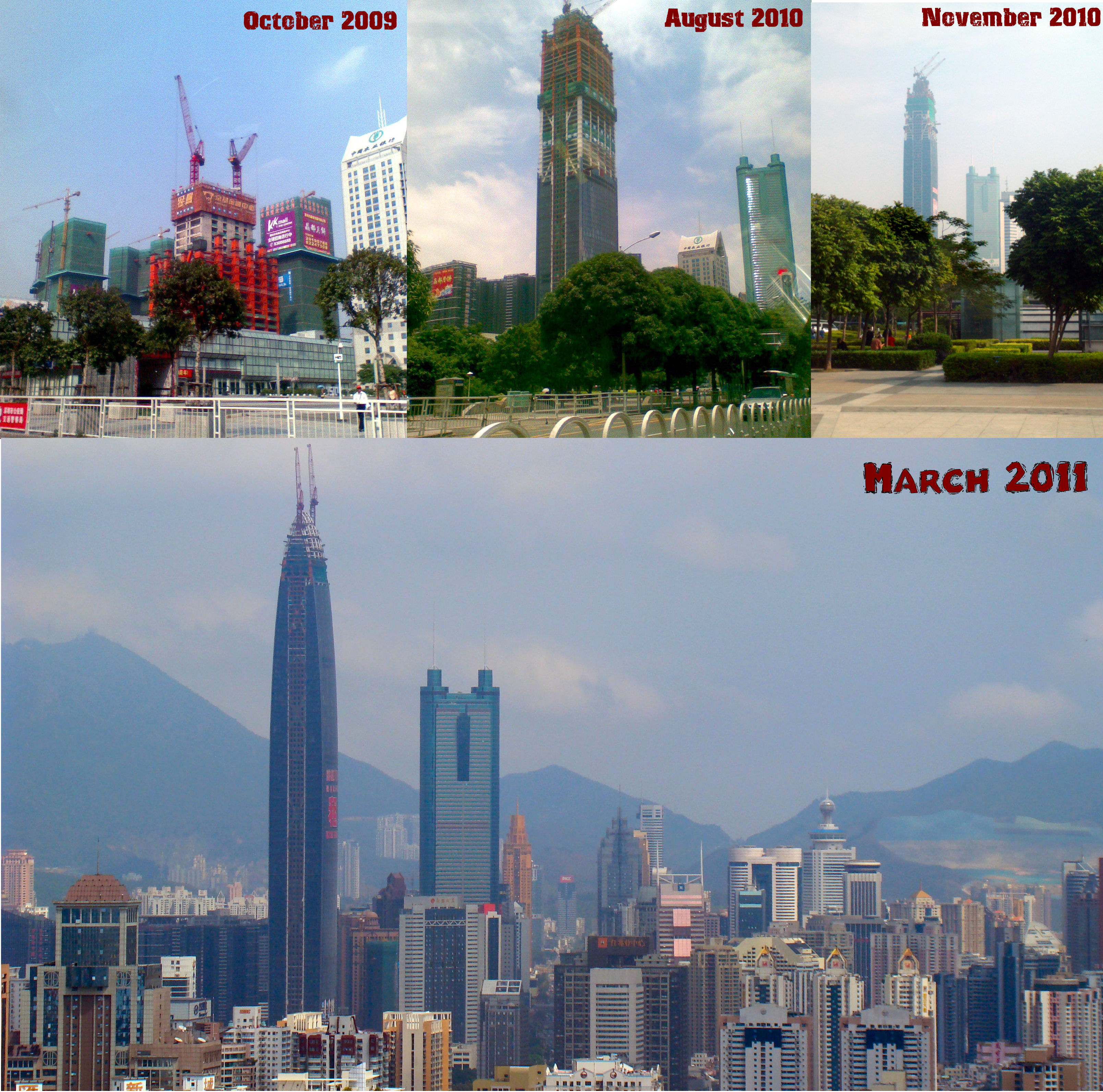
étapes de la construction